# 陈蕴博
陈蕴博（1935年1月—），上海人，中国工程院院士，主要从事材料及材料加工领域的工作。

## 履历[2]
- 1955年，毕业于浙江大学机械系材料加工专业。[3]
- 1956年9月，参加工作。[4]
- 1999年，当选中国工程院院士。